# Multimedia Messaging Service
Multimedia Messaging Service (MMS) – rozszerzenie funkcji SMS i EMS o możliwość przesyłania multimediów takich jak grafika, animacje, wideoklipy, dźwięki itp. Pierwotnie MMS zaplanowane zostały jako usługa dla telefonii trzeciej generacji (UMTS), której jednak wprowadzenie było odwlekane w czasie, więc producenci wprowadzili tę opcję już wcześniej (określana jest jako technologia 2,5G). Obecnie prawie każdy nowy telefon posiada funkcję MMS.
MMS, w przeciwieństwie do EMS i Smart Messaging nie jest bezpośrednim rozwinięciem SMS, opierającym się na odpowiednio zakodowanych wiadomościach tekstowych. MMS polega na technologii pakietowej transmisji danych GPRS. Pakiety danych są transmitowane do centrum wiadomości multimedialnych, a stamtąd, dzięki usługom pochodnym od WAP Push, do telefonu odbiorcy.
Maksymalna wielkość MMS mogłaby być nieograniczona. Większość operatorów rozszerzyła ograniczenie do 300 kB dla pojedynczej wiadomości - tyle ile maksymalnie mogą obsłużyć terminale. Na początku istnienia usługi użytkownicy zwykle płacili wyższe opłaty już za wiadomości powyżej 100 kB. Obecnie stawka za wysłanie MMS-a jest stała bez względu na jego rozmiar. Wyjątkiem jest sieć Heyah. 
Wewnątrz MMS może znaleźć się tekst o długości dochodzących do tysięcy znaków (zwykły SMS pozwala na przesłanie 140 bajtów, co umożliwia wysłanie w zależności od kodowania 160, 140 bądź 70 znaków), obrazki w formatach JPEG, GIF lub PNG, dźwięki, melodyjki w formacie MIDI. Można również (o ile telefon pozwala) przesłać gry Java oraz inne dowolne pliki (np. SIS, ZIP). Dodatkowo jest możliwy podział MMS-a na sceny, wyświetlane po sobie w ustalonej kolejności, co pozwala na tworzenie mikroprezentacji.
Dostępne są już także serwisy MMS, pozwalające na zobaczenie bramek z meczów piłkarskich, graficznej prognozy pogody i wielu innych informacji w formie znacznie ciekawszej niż tradycyjna wiadomość tekstowa.

## Różnice w kodowaniu tekstu między SMS i MMS
Tekst jest kodowany w Unikodzie w wersji UTF-8 będącej kodowaniem o zmiennej długości (w sms kodowanie jest stałobitowe GSM 7-bit bądź Unicode w wersji UTF-16 w zależności od zawartości) Maksymalna długość tekstu jest uzależniona praktycznie tylko od jej zawartości a nie od sposobu kodowania. znaki UTF-8 są liczone jak równoważnik 1, 2 bądź większej liczby zwykłych 8-bitowych znaków z zakresu 0-127. W zależności od ich pozycji w stronie kodowej. Znaki występujące w stronie GSM tutaj kodowane są jako 8-bitowe. W tym również 10 znaków które w GSM były kodowane jako równoważnik 2 zwykłych znaków, natomiast polskie liczone są jako 16-bitowe.
Przykładowo jeżeli wiadomość ma 120 znaków z czego znaki 16-bitowe stanowią 20 z nich to maksymalna liczba znaków jaką może mieć podana wiadomość ulegnie zmniejszeniu o 20 znaków. Ze względu na to że podane znaki zajmują po 2 miejsca. W przypadku gdyby były to znaki 24-bitowe to maksymalna długość wiadomości zmniejsza się o 40 znaków a dla znaków 32-bitowych byłaby to liczba 60 znaków.

## Odbieranie MMS-a
MMS nie jest przesyłany do telefonu w sposób taki jak SMS.
SMS-y są przesyłane jednym z kanałów sygnalizacyjnych, a MMS-y głównie podczas połączeń GPRS.
SMS-y są wysyłane do odbiorcy przez sieć, a o MMS-a musi się on sam "upomnieć". Dzieje się tak dlatego, że połączenia przez GPRS nie mogą być inicjowane przez sieć. Możliwość taka została zarezerwowana tylko dla terminali (telefonów) ze względu na potencjalną możliwość nadużyć.
W związku z tym, aby powiadomić odbiorcę o oczekującym MMS-ie, sieć wysyła do naszego telefonu tzw. 'WAP pusha'. Jest to nic innego jak SMS zawierający wiadomość w WML-u.
Po otrzymaniu wiadomości WAP Push, w zależności od ustawień telefonu odbiorcy:
- telefon połączy się z siecią i odbierze MMS-a, odbiorca nie zostanie obciążeny za to połączenie GPRS-owe – opłata za wysłanie MMS-a jest przeniesiona na nadawcę (odbiór natychmiastowy)
- telefon zapyta użytkownika, czy chce odebrać MMS-a bądź zaniecha jakichkolwiek dalszych akcji. Może to pociągnąć za sobą otrzymanie SMS-a z informacją o oczekującym MMS-ie i możliwości obejrzenia go na stronie – tak jak robi to sieć Orange (odbiór odłożony).

Pierwsza z metod umożliwia ukrycie wszelkich opóźnień – trzeba cały czas obserwować telefon, aby zauważyć, kiedy rozpocznie on pobieranie MMS-a. Odbiorca powiadomiony zostanie dopiero po jego odebraniu. 
Operatorzy umieszczają na swoich stronach informacje o tym, jak należy skonfigurować swój telefon, aby odbierał on MMS-y automatycznie. Możliwe jest również przesłanie specjalnego SMS-a zawierającego gotowe ustawienia przygotowane na dany model telefonu i sieć operatora.